# Памятник турецким воинам (Аджидере)
Памятник турецким воинам в Аджидере (азерб. Acıdərə Türk Şəhidliyi) или Памятник неизвестному турецкому солдату — расположенный в долине Аджидере на территории Гобустанского района Азербайджана мемориальный комплекс погибшим воинам Кавказской исламской армии. В 250 метрах от памятника расположена могила неизвестного турецкого военнослужащего Кавказской исламской армии, предположительно офицера Кадыра Эфенди. Памятный комплекс был установлен в 2000 году. Авторами монумента являются турецкие специалисты.

## История
4 июня 1918 года делегация Азербайджанской Демократической Республики (АДР) в Батуме подписала договор о дружбе и сотрудничестве с Османской империей, согласно которому Османская империя обязывалась «оказывать помощь вооружённой силой правительству Азербайджанской Республики, буде таковая потребуется для обеспечения порядка и безопасности в стране». 16 июня 1918 года правительство АДР переехало из Тифлиса в Гянджу, а спустя три дня постановлением правительства на территории Азербайджана было введено военное положение. Национальный совет Азербайджана обратился за военной помощью к Турции, которая задействовала в этих целях Кавказскую исламскую армию под командованием Нури-паши, в состав которой вместе с прибывшими 5-й Кавказской и 15-й Чанахгалинской турецкими дивизиями вошёл Мусульманский корпус (с 26 июня Отдельный Азербайджанский корпус), сформированный правительством АДР.
Активные военные действия между Кавказской исламской армией и частями Кавказской Красной армии Бакинского Совнаркома начались в начале июня 1918 года. В боях под Геокчаем 27 июня — 1 июля 1918 года части Кавказской исламской армии разбили 1-й Кавказский корпус Красной армии, части которого отступили под Карамарьям. Инициатива полностью перешла к Кавказской исламской армии. 2 июля советские части оставили Ахсу, 10 июля, после трёхдневных боёв, — Кюрдамир, 14 июля — станцию Керар и продолжали отходить вдоль железной дороги. Протяженность фронта стала стремительно расти, растягивая потрёпанные части бакинской Красной армии. Уже в июле бои шли на трёх направлениях — Шемахинском, Сельдиском и центральном — Кюрдамирском.
20 июля 1918 года, в разгар сражения за Шемаху, командир бригады дашнак Амазасп отдал приказ об отступлении, после чего Шемаха была оставлена советскими войсками и вскоре занята частями Кавказской исламской армии.

## Памятник

### Могила турецкого военнослужащего

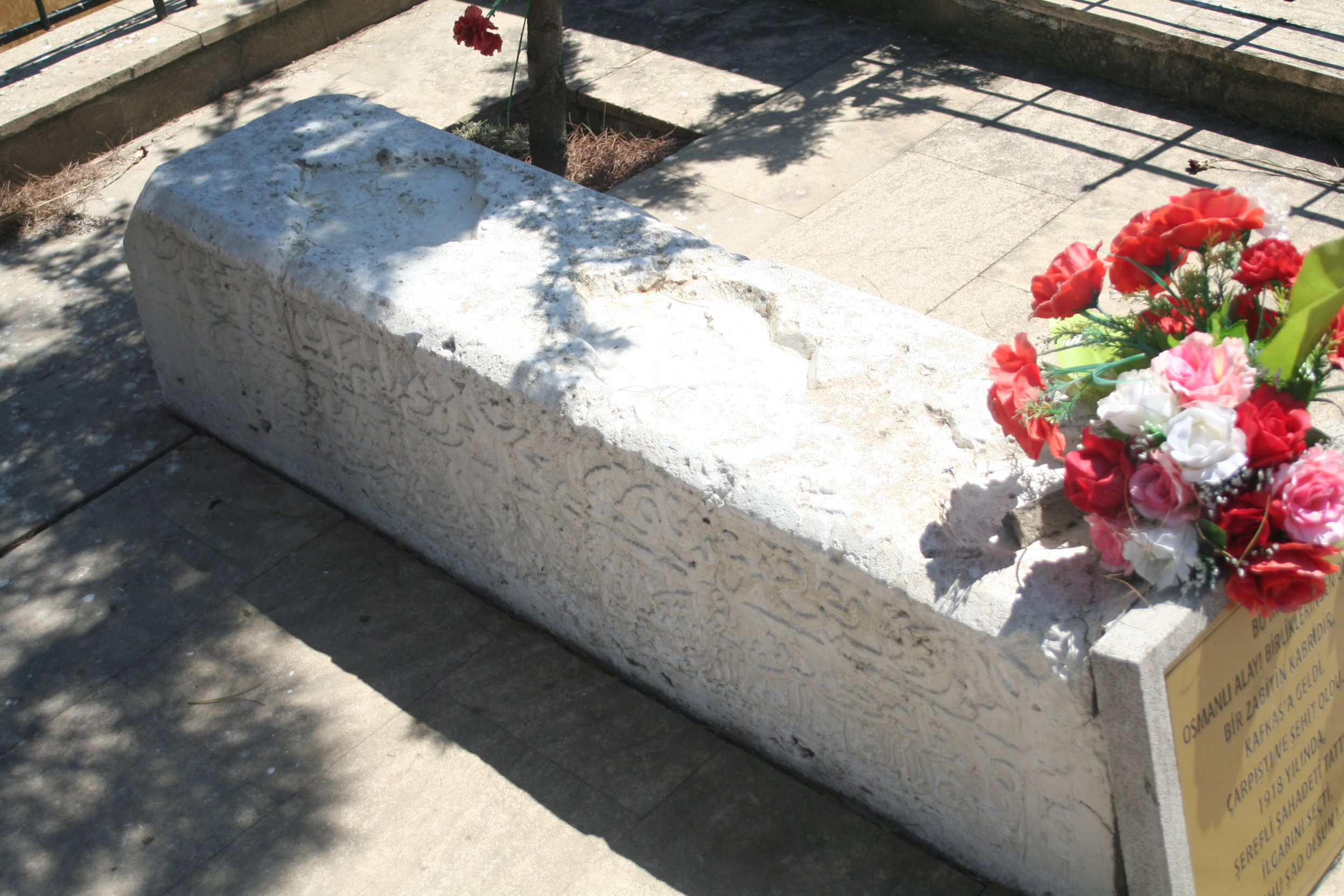
Могила неизвестного турецкого офицера близ монумента

В 250 метрах от памятника расположена могила неизвестного турецкого военнослужащего Кавказской исламской армии, прибывшего в Азербайджан в 1918 году. Предположительно, она принадлежит турецкому офицеру Кадыру Эфенди. Могила была благоустроена жителем села Текля Шемахинского района по имени Мелик Мамед, который засыпал эту могилу. Над этим захоронением расположен надгробный сундук, украшенный китабе, на котором написано:
Это могила турецкого сына — героя. Посмотри как его сравняло с землёй. Это могила выполнившего военный долг льва. Это могила офицера из османских полковых войск. Прибыл на Кавказ, воевал и стал шахидом. В 1336 году обрёл вечный покой.Оригинальный текст (азерб.)Bir türk oğlu qəhrəmanındır bu məzar. Gör necə yer ilə yeksan eləyibdir xar-zar. Ərseyi – hərb içrə bir aslanındır bu məzar. Bu qəbir Osmanlı alayı qoşunlarından olan zabitin qəbridir. Qafqaza gəldi, müharibə etdi və şəhid oldu… 1336-cı ildə şərəfli şəhadət daddı, ilqarını seçdi
.
Могила была вновь благоустроена в 1964 году, жителем Баку Бабаханом Кара оглы Рзахановым, который был родом из Шемахи. Рзаханов также возвёл вокруг могилы металлическую ограду.
Могила была обозначена на карте Генерального штаба СССР 1985 года издания.
В последующие годы могила была отремонтирована сыном доктора Бахтияра Исмаили Аттилой Исмаили. Тогда же над могилой был водружён флаг Турции.
Данной могиле посвящали стихи азербайджанские поэты Бахтияр Вахабзаде («Одинокая могила») и Габиль Имамвердиев («Могила турка»).

### Создание комплекса
Могила турецкого военнослужащего и её и окрестности в очередной раз были благоустроены в 2000 году. Инициатором этой работы стал военный атташе Турции в Азербайджане бригадный генерал Садык Эрджан. Ландшафтный дизайн могилы и памятник павшим воинам Кавказской исламской армии на близлежащей площади был разработан турецкими специалистами. В ходе работ по благоустройству было укреплено окружение могилы, по краям были выложены камни, а спереди подняты флаги Азербайджана и Турции.
В 2010 году мемориальный комплекс был снова благоустроен и открыт в июне этого же года. Тогда же при участии посла Турции в Азербайджане Хулуси Кылыча, сотрудников турецкого посольства и работников Министерства экологии и природных ресурсов Азербайджана состоялась закладка азербайджано-турецкого парка. Проект парка был предложен послом Турции в Азербайджане и одобрен правительством Азербайджана.

### Описание комплекса
Мемориал павшим турецким воинам находится в 250 метрах от могилы. Он возведён в соответствии с традициями сельджукского зодчества. Основание монумента представляет собой гранитный камень на платформе размером 1,20х1,20 метра и высотой 2,5 метра. На лицевой стороне монумента белым цветом выгравировано изображение звезды и полумесяца и помещена надпись «Этот памятник был построен в честь 1130 героических турецких шахидов» (азерб. «Bu abidə 1130 qəhrəman türk şəhidinin şərəfinə tikilmişdir»).
Длина участка мемориального комплекса, занимающего площадь 74,24 квадратных метра, составляет 11,6 м, а ширина — 6,4 м. Перед памятником создана асфальтовая площадка размеров 350 квадратных метров, а также парковка. Вокруг комплекса посажены деревья и в 2000 году планировалось разбить парк площадью 15 га. В 2010 году состоялась закладка парка вокруг памятника.
У входа на территорию комплекса располагается каменный обелиск, на которую прикреплена табличка со стихотворением Бахтияра Вахабзаде «Одинокая могила». На территории комплекса перед монументом установлен памятник в форме раскрытой книги, на правой странице которого написаны цитаты из Корана, а на правой стихотворение турецкого поэта Мехмета Акифа Эрсоя. Позади монумента расположена стена с аркой, на которой написаны цитаты Гейдара Алиева и Мустафы Кемаля Ататюрка.